# Tălmaciu
Tălmaciu is een stad (oraș) in het Roemeense district Sibiu. De stad telt 8828 inwoners (2002).

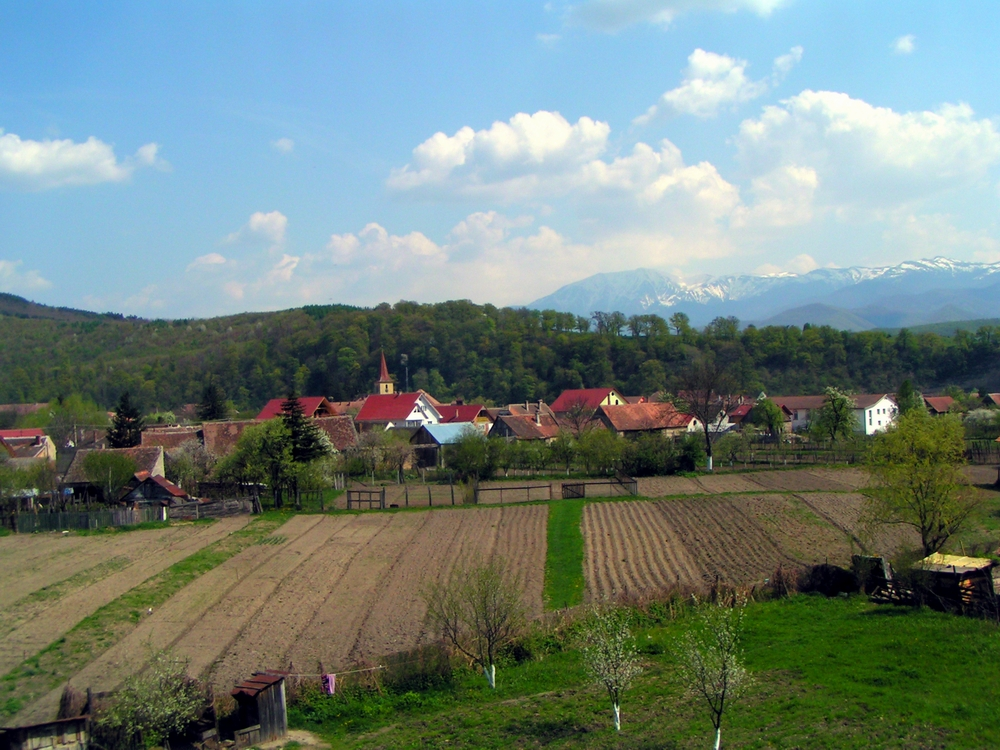
Tălmaciu
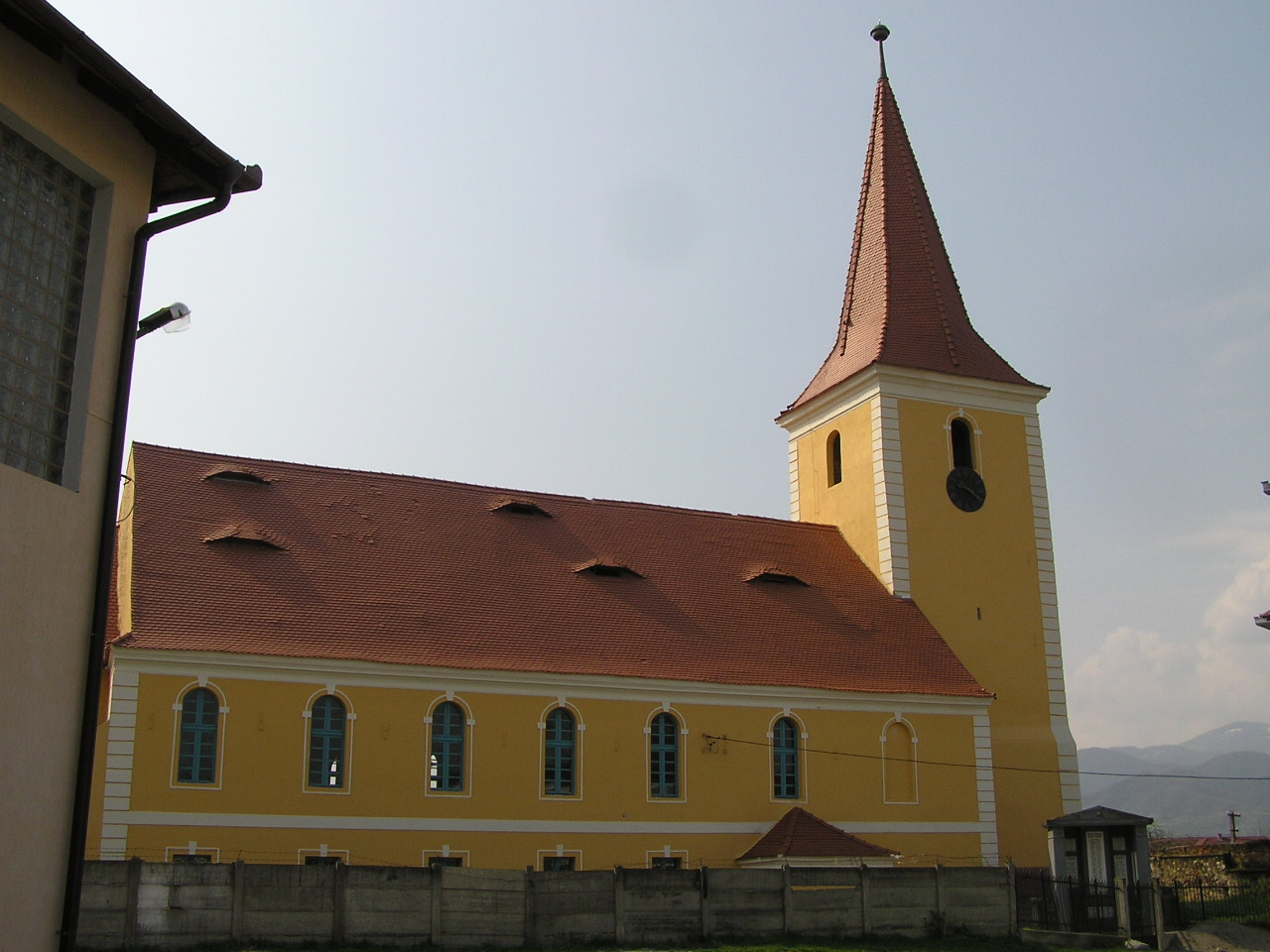
Kerk in Tălmaciu